# Oskar-Helene-Heim (métro de Berlin)
Oskar-Helene-Heim est une station de la ligne 3 du métro de Berlin, dans le quartier de Dahlem.

## Géographie
La station se situe sur la Clayallee à l'intersection avec l'Argentinischen Allee.

## Histoire
Oskar-Helene-Heim est un hôpital d'orthopédie pédiatrique. Il ouvre en 1914, peu avant la Première Guerre mondiale. Il est financé par Oskar Pintsch, un industriel, et son épouse Helene.
La station fait partie d'une extension de la ligne de Freie Universität à Krumme Lanke en lien avec le projet de l'extension de l'habitation du sud-ouest de Berlin conçue par Adolf Sommerfeld.

## Correspondances
La station de métro a une correspondance avec les lignes d'omnibus X10, 110, 115, 285 et N10 de la Berliner Verkehrsbetriebe et la ligne d'omnibus 623 de Havelbus.